# Jim Rogers

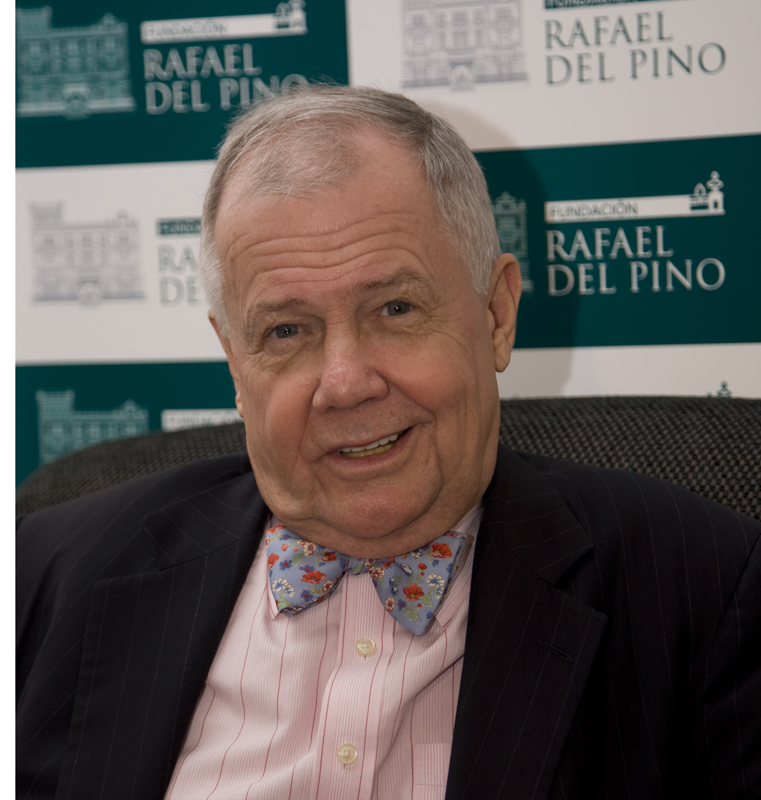
Jim Rogers

James B. Rogers, Jr. (Baltimora, 19 ottobre 1942) è un imprenditore, investitore statunitense, oltre che docente universitario, analista finanziario ed autore di diversi libri del settore. Ha inoltre fondato la Quantum Group of Funds (insieme a George Soros) e l'indice Rogers International Commodities Index.

## Biografia
Jim Rogers, all'anagrafe James Beeland Rogers, nacque a Baltimora (Maryland), e crebbe nella città di Demopolis, dove a cinque anni iniziò la sua prima attività, vendendo bottiglie di acqua alle partite di baseball. Nel 1964, dopo aver ottenuto il Bachelor alla Yale University, ottiene il suo primo lavoro a Wall Street, alla Dominick & Dominick. Due anni dopo ottiene anche il Master's Degree (corrispondente alla nostra laurea magistrale) alla Oxford University. Dopo il periodo di studio, Rogers torna negli Stati Uniti dove svolge il servizio di leva per alcuni anni.
Nel 1970 Rogers venne assunto alla Arnhold & S. Bleichroeder, dove conobbe George Soros. Nello stesso anno i due crearono la Quantum Fund, diventata in breve tempo una delle aziende più importanti al mondo del settore finanziario. Nel 1980 Jim decise di ritirarsi, e di girare la Cina in motocicletta, per poi tornare negli Stati Uniti, dove divenne docente di finanza alla Columbia Business School di New York.
Tra il 1989 ed il 1990 è stato il conduttore di due programmi televisivi, The Dreyfus Roundtable e The Profit Motive with Jim Rogers. Dal 1990 al 1992 ha effettuato un altro giro in motocicletta, questa volta non nella sola Cina, ma in tutti i sei i continenti, percorrendo circa 160.000 km ed entrando nel Guinness dei primati.
Nel 1998 Rogers creò il Rogers International Commodity Index, facente riferimento al mercato delle commodities.
Tra il 1º gennaio 1999 ed il 1º maggio 2002 Jim Rogers segnò un altro record del mondo, percorrendo 245.000 km in oltre 110 paesi, insieme alla moglie Paige Parker. Questo viaggio iniziò in Islanda, in occasione del millesimo anniversario del viaggio in America di Leifr Eiríksson. Il 5 gennaio 2002 tornarono a New York, nella loro casa di Manhattan. Questa esperienza pose le basi per la stesura di Adventure Capitalist.
Tornato in America, Rogers diviene ospite fisso di Cavuto on Business, un programma di analisi finanziaria trasmesso da Fox News. Nel 2003 ha avuto una figlia, chiamata Happy (felice in italiano). Nel 2005 scrive Hot Commodities: How Anyone Can Invest Profitably in the World's Best Market; in questo libro Jim descrive come le commodities siano diventate uno dei migliori investimenti al mondo, soprattutto nel medio e lungo periodo.
Nel settembre 2007 Rogers lascia la sua occupazione, con una buonuscita di 15 milioni di dollari, e si trasferisce a Singapore, perché ritiene il mercato asiatico potenzialmente il maggiore al mondo.
Durante le elezioni primarie repubblicane delle presidenziali americane del 2008, ha sostenuto pubblicamente il candidato libertario Ron Paul.
In merito alla recente crisi finanziaria Rogers ha dichiarato più volte che la colpa principale è delle banche centrali, ed in particolar modo della Federal Reserve, sostenendo come la cura migliore per il futuro sia abolirle, e far fallire le banche, invece di salvarle attraverso nazionalizzazioni, pronosticando inoltre un olocausto inflazionistico (vedi iperinflazione) per il prossimo futuro. Oltre a queste dichiarazioni, nel gennaio 2009, rilascia un'intervista dove dichiara: "Vi consiglio urgentemente di vendere tutte le sterline che avete. È finita. Odio dirlo, ma non metterei più denaro nel Regno Unito", pronosticando un crollo futuro della moneta britannica.
Nel settembre 2012 Rogers è stato nominato da VTB Capital come consulente per la divisione agricola della sua unità di private equity globale. Rogers ha osservato: "La Russia e la regione della CSI hanno tutti gli ingredienti necessari per diventare la potenza agricola mondiale. Sembra che ora tutto possa riunirsi sotto VTB Capital per far sì che ciò accada, quindi sono ansioso di partecipare." 
Nel febbraio 2013 Rogers è entrato a far parte del consiglio dei consulenti della Coalition to Reduce Spending. Nel settembre 2015 ha lasciato il mercato indiano dicendo: "Non si può investire solo sulla speranza".

## Vita privata
Rogers è stato sposato tre volte. Nel 1966 sposò la prima moglie, Lois Biener; hanno divorziato nel 1969. Nel 1974 ha sposato Jennifer Skolnik; hanno divorziato nel 1977. Ha sposato quindi Paige Parker nel 2000; hanno due figlie. 

## Opere
- Investment Biker: Around the World with Jim Rogers, 1995
- Adventure Capitalist: The Ultimate Road Trip, 2003
- Hot Commodities : How Anyone Can Invest Profitably in the World's Best Market, 2004
- A Bull in China: Investing Profitably in the World's Greatest Market, 2007
- A Gift to My Children: A Father's Lessons For Life And Investing, 2009
- Street Smarts: Adventures on the Road and in the Markets, 2013